# گشت‌وگذار در جنگل
گشت‌وگذار در جنگل (به انگلیسی: Jungle Cruise، جانگِل کروز) یک فیلم ماجراجویی به کارگردانی ژائومه کولت-سرا است. از بازیگران آن می‌توان به دواین جانسون، امیلی بلانت و ادگار رامیرز اشاره کرد. این فیلم در ۳۰ ژوئیه ۲۰۲۱ توسط استودیو سینمایی والت دیزنی اکران شد.
گشت‌وگذار در جنگل براساس یکی از جذابیت‌های پارک‌های دیزنی ساخته می‌شود. در این فیلم دواین جانسون نقش کاپیتان یک قایق به نام فرانک را بازی می‌کند. که البته دچار طلسم شده و هرگز نمی‌تواند از رودخانه جدا شود چرا که اگر دور شود، جنگل او را به رودخانه برمی‌گرداند

## داستان
فرانک به همراه لیلی و برادرش مک‌گرگور به مأموریتی می‌روند تا یک درخت جادویی که قدرت‌های شفابخشی دارد را پیدا کنند. در این ماجراجویی آنها باید با حیوانات وحشی و رقیب آلمانی‌شان بجنگند.

## بازیگران
| بازیگر         | نقش           | توضیحات |
| -------------- | ------------- | ------- |
| دواین جانسون   | فرنک          |         |
| امیلی بلانت    | لیلی هووتن    |         |
| جک وایتهال     | مک‌گرگور هووتن |         |
| ادگار رامیرزس  | آگیره         |         |
| جسی پلمونس     | پرنس جوچیم    |         |
| کیم گوتیه‌رس    | ملچر          |         |
| فیلیپ‌مکسیمیلین | اکسل          |         |
| دنی روویرا     | سانکو         |         |
|                |               |         |
| پل جیاماتی     |               |         |
| اندی نیمن      |               |         |

## اکران
در ابتدا قرار بود این فیلم در تاریخ ۱۱ اکتبر ۲۰۱۹ اکران شود ولی بعداً گزارش شد که در ۲۴ ژوئیه ۲۰۲۰ اکران می‌شود اما اکران این فیلم به تاریخ ۳۰ ژوئیه ۲۰۲۱ تغییر کرد. دنیاگیری ۲۰–۲۰۱۹ کروناویروس دلیل اصلی به تأخیر افتادن اکران فیلم بود.